# Mombaroccio
Mombaroccio é uma comuna italiana da região dos Marche, Província de Pesaro e Urbino, com cerca de 1.762 habitantes. Estende-se por uma área de 28 km², tendo uma densidade populacional de 63 hab/km². Faz fronteira com Cartoceto, Fano, Monteciccardo, Pesaro, Serrungarina.